# シャラリラ歌謡曲
シャラリラ歌謡曲（～かようきょく）は、栃木放送で2005年10月3日から2010年4月1日まで放送されていた平日午後のワイド番組である。
放送は月曜から金曜の12:30から16:00まで、パーソナリティーは「隆さま」として親しまれている阿久津隆一アナウンサー。

## パーソナリティー

### （2008年3月～2010年4月）
- 月～木 : 阿久津隆一

### （2005年10月～2008年3月）
- 月～木 : 阿久津隆一
- 金 : 横山広子　金曜日放送は2008年3月の放送をもって終了

## 放送時間
- 12:30～16:00

### 過去（2008年3月まで）
- 13:00～15:00
- 12:10～16:00

## 主なコーナー
- 13:30ごろ
  - (月)　ユリと隆一デュオトーク
  - (水)　渚ようこのシャラリラワールド
  - (木)　きたかんホットライン

- 15:05ごろ 想い出を遊ぼう！
  - (月)　歌謡曲で踊ろう！　～歌謡曲をダンスミュージックで聴く～
  - (火)　シャラリラ歌謡考察　～歌謡曲をアカデミックに考察する～
  - (水)　シャラリラ童謡みゅーじあむ～童謡は幼い頃のやさしい調べ、大人には懐かしい郷愁～
  - (木)　青春歌謡セレクション　～青春時代のヒットパレード～